# 貝碧嘉

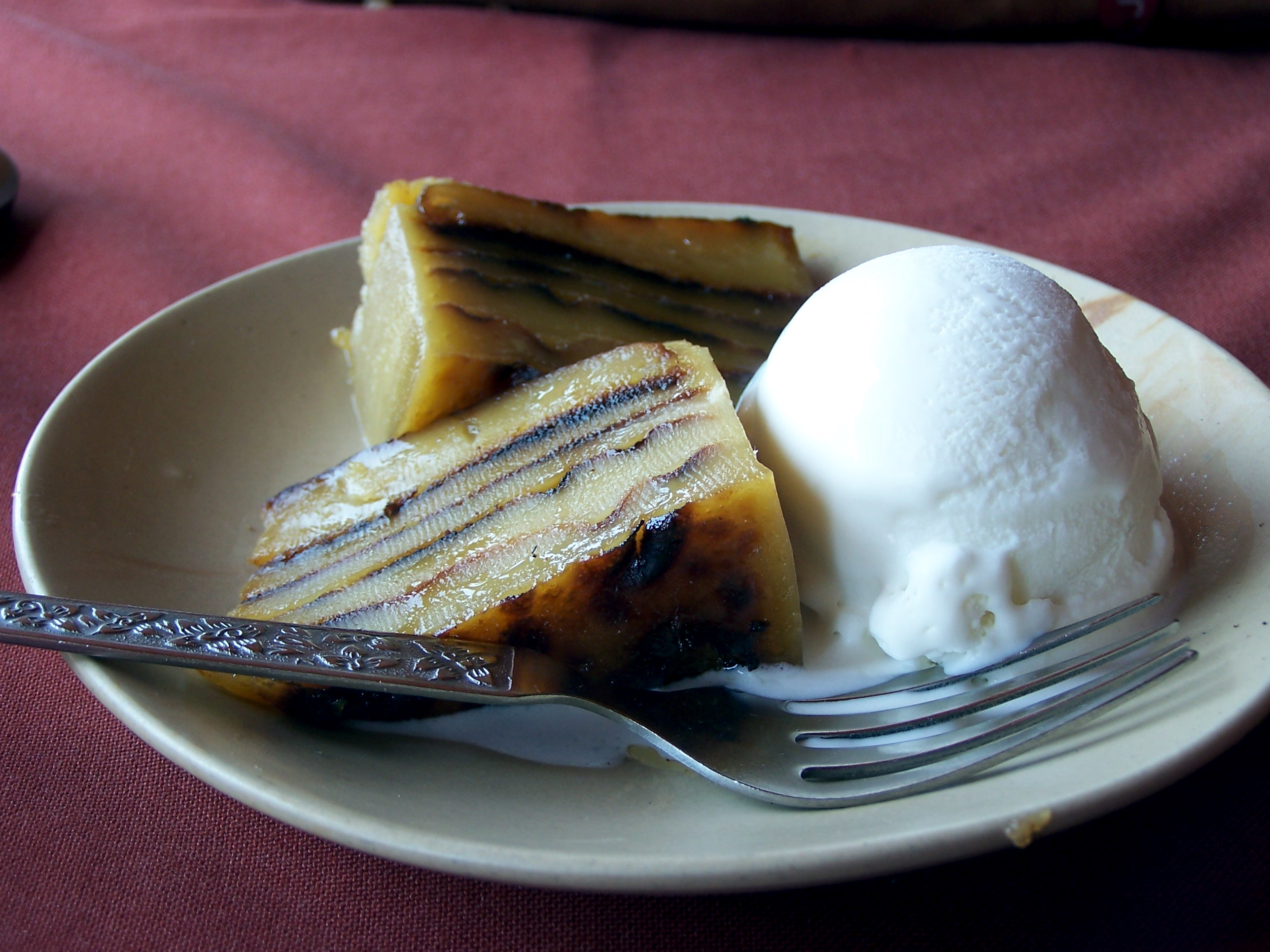
貝碧嘉伴雪糕

貝碧嘉（葡萄牙語：Bebinca）是一種牛奶布丁，為傳統甜品，也在同為前葡萄牙殖民地的澳門流行。製作材料包括麵粉、糖、酥油、蛋黃和椰奶，烘烤成多層。